# 1761年イギリス総選挙
1761年イギリス総選挙（英語: British general election, 1761）は、第12期グレートブリテン議会の庶民院議員を選出するために行われた選挙。

## 選挙の形勢
グレートブリテン議会は1707年にイングランド議会とスコットランド議会が合同したときに成立し、1761年の選挙はジョージ3世王が即位した後に行われた初めての選挙だった。またジョージ3世がトーリー党の公職追放を解除した後の初めての選挙でもあった。ジョージ3世は首相のニューカッスル公爵が公金をホイッグ党の選挙活動に流用することを防いだが、ニューカッスル公は代わりに私財を投じて安定多数を確保した。
しかし、トーリー党の成員は公職追放が解除されたことにより出世に走る者が多く、また王への忠誠により積極的に政治に関わることはせずただ局勢に流されるだけの者が続出したためトーリー党の組織は瓦解し、目立った敵がいなくなったことでホイッグ党も団結を保つ必要がなくなり、ホイッグ党のイデオロギーだけでは内部分裂を覆うには足りなくなった。このホイッグ党の分裂で政局は1770年まで不穏な状態が続いた。
この選挙はイギリスの歴史の中で最も民主的でない選挙の1つであり、議席のうち無投票でなかったのは100議席程度だった。

## 区割り
グレートブリテン議会が存在した全期間を通して、区割りが変更されることはなかった。

## 選挙の日付
総選挙は1761年3月25日から5月5日まで行われた。この時代の選挙は全ての選挙区で同時に行われず、各バラや郡でバラバラに行われた（ハスティングも参照）。